# Вільямс-Лейк
Вільямс-Лейк (англ. Williams Lake) — місто в Канаді, у провінції Британська Колумбія, у складі регіонального округу Карібу.

## Населення
За даними перепису 2016 року, місто нараховувало 10753 особи, показавши скорочення на 0,7%, порівняно з 2011-м роком. Середня густина населення становила 324,6 осіб/км².
З офіційних мов обидвома одночасно володіли 425 жителів, тільки англійською — 9 840, тільки французькою — 30, а 65 — жодною з них. Усього 1030 осіб вважали рідною мовою не одну з офіційних, з них 130 — одну з корінних мов, а 15 — українську.
Працездатне населення становило 65,3% усього населення, рівень безробіття — 7,6% (9,6% серед чоловіків та 5,3% серед жінок). 89,2% осіб були найманими працівниками, а 9% — самозайнятими.
Середній дохід на особу становив $43 353 (медіана $34 093), при цьому для чоловіків — $55 137, а для жінок $31 869 (медіани — $47 181 та $26 297 відповідно).
34,5% мешканців мали закінчену шкільну освіту, не мали закінченої шкільної освіти — 25%, 40,4% мали післяшкільну освіту, з яких 27% мали диплом бакалавра, або вищий, 35 осіб мали вчений ступінь.
| Статево-вікова структура населення | Статево-вікова структура населення | Статево-вікова структура населення | Статево-вікова структура населення | Статево-вікова структура населення |
| ---------------------------------- | ---------------------------------- | ---------------------------------- | ---------------------------------- | ---------------------------------- |
|                                    |                                    |                                    |                                    |                                    |
| Всього                             | Всього                             | 49,6%50,4%                         |                                    |                                    |
| 0 — 14 років                       | 0 — 14 років                       |                                    | 16,8%                              | 16,8%                              |
| 15 — 64 років                      | 15 — 64 років                      |                                    | 64,1%                              | 64,1%                              |
| 65 і більше                        | 65 і більше                        |                                    | 19,1%                              | 19,1%                              |
| 85 і більше                        | 85 і більше                        |                                    | 3,2%                               | 3,2%                               |
| 100 і більше                       | 100 і більше                       |                                    | 0%                                 | 0%                                 |
| Середній вік (років)               | Середній вік (років)               | 40,443,0                           | 41,7                               | 41,7                               |
| Медіана (років)                    | Медіана (років)                    | 39,443,1                           | 41,4                               | 41,4                               |
| — чоловіки — жінки                 |                                    |                                    |                                    |                                    |

| Походження мешканців:     | Походження мешканців:     | Походження мешканців: | Походження мешканців: | Походження мешканців: |
| ------------------------- | ------------------------- | --------------------- | --------------------- | --------------------- |
| Походження                |                           |                       | осіб                  | %                     |
| Корінні американці        | Корінні американці        |                       | 2 155                 | 20.88%                |
| Інше північноамериканське | Інше північноамериканське |                       | 3 050                 | 29.55%                |
| Європейське               | Європейське               |                       | 7 245                 | 70.2%                 |
| британське                | британське                |                       | 4 960                 | 48.06%                |
| французьке                | французьке                |                       | 1 370                 | 13.28%                |
| українське                | українське                |                       | 710                   | 6.88%                 |
| Латинськоамериканське     | Латинськоамериканське     |                       | 75                    | 0.73%                 |
| Карибське                 | Карибське                 |                       | 10                    | 0.1%                  |
| Африканське               | Африканське               |                       | 50                    | 0.48%                 |
| Азійське                  | Азійське                  |                       | 730                   | 7.07%                 |
| Океанійське               | Океанійське               |                       | 80                    | 0.78%                 |

| Зайнятість населення за галузями (за класифікацією NOC): | Зайнятість населення за галузями (за класифікацією NOC): | Зайнятість населення за галузями (за класифікацією NOC): | Зайнятість населення за галузями (за класифікацією NOC): | Зайнятість населення за галузями (за класифікацією NOC): |
| -------------------------------------------------------- | -------------------------------------------------------- | -------------------------------------------------------- | -------------------------------------------------------- | -------------------------------------------------------- |
|                                                          |                                                          |                                                          |                                                          |                                                          |
| Управління                                               | Управління                                               |                                                          | 9,1%                                                     | 9,1%                                                     |
| Бізнес, фінанси та адміністрування                       | Бізнес, фінанси та адміністрування                       |                                                          | 11%                                                      | 11%                                                      |
| Природничі та прикладні науки                            | Природничі та прикладні науки                            |                                                          | 4,9%                                                     | 4,9%                                                     |
| Охорона здоров'я                                         | Охорона здоров'я                                         |                                                          | 6,1%                                                     | 6,1%                                                     |
| Освіта, правозахист, муніципальні та урядові служби      | Освіта, правозахист, муніципальні та урядові служби      |                                                          | 9,7%                                                     | 9,7%                                                     |
| Мистецтво, культура, відпочинок та спорт                 | Мистецтво, культура, відпочинок та спорт                 |                                                          | 1,3%                                                     | 1,3%                                                     |
| Роздрібна торгівля та послуги                            | Роздрібна торгівля та послуги                            |                                                          | 24,1%                                                    | 24,1%                                                    |
| Гуртова торгівля, транспорт та обладнання                | Гуртова торгівля, транспорт та обладнання                |                                                          | 20%                                                      | 20%                                                      |
| Природні ресурси, сільське господарство                  | Природні ресурси, сільське господарство                  |                                                          | 6,3%                                                     | 6,3%                                                     |
| Виробництво                                              | Виробництво                                              |                                                          | 7,6%                                                     | 7,6%                                                     |

## Клімат
Середня річна температура становить 5,2°C, середня максимальна – 21°C, а середня мінімальна – -14,7°C. Середня річна кількість опадів – 408 мм.
| Клімат поселення                              | Клімат поселення | Клімат поселення | Клімат поселення | Клімат поселення | Клімат поселення | Клімат поселення | Клімат поселення | Клімат поселення | Клімат поселення | Клімат поселення | Клімат поселення | Клімат поселення | Клімат поселення |
| Показник                                      | Січ.             | Лют.             | Бер.             | Квіт.            | Трав.            | Черв.            | Лип.             | Серп.            | Вер.             | Жовт.            | Лист.            | Груд.            |                  |
| Середній максимум, °C                         | −1,04            | 3,04             | 7,62             | 12,81            | 17,46            | 20,96            | 20,59            | 20,36            | 15,36            | 9,50             | 2,38             | −2,7             |                  |
| Середня температура, °C                       | −7,85            | −3,78            | 0,80             | 5,98             | 10,65            | 14,13            | 16,82            | 16,59            | 11,59            | 5,72             | −1,38            | −6,48            |                  |
| Середній мінімум, °C                          | −14,69           | −10,62           | −6,02            | −0,85            | 3,81             | 7,30             | 13,05            | 12,82            | 7,81             | 1,94             | −5,16            | −10,24           |                  |
| Норма опадів, мм                              | 32               | 17               | 15               | 19               | 36               | 55               | 51               | 46               | 35               | 31               | 36               | 35               |                  |
| Середньомісячна швидкість вітру, м/с          | 2.07             | 2.18             | 2.42             | 2.59             | 2.42             | 2.19             | 2.03             | 1.84             | 1.86             | 2.20             | 2.32             | 2.22             |                  |
| Середньомісячна сонячна радіація, кДж/м²·день | 2866             | 5790             | 10845            | 15798            | 19287            | 20854            | 21320            | 18030            | 12407            | 6784             | 3261             | 2174             |                  |
| --------------------------------------------- | ---------------- | ---------------- | ---------------- | ---------------- | ---------------- | ---------------- | ---------------- | ---------------- | ---------------- | ---------------- | ---------------- | ---------------- | ---------------- |
| Джерело:                                      |                  |                  |                  |                  |                  |                  |                  |                  |                  |                  |                  |                  |                  |